# Gary Burton
Gary Burton (Anderson, Indiana, 23 de gener de 1943 és un vibrafonista estatunidenc, considerat el millor de la història. Ha participat conjuntament en projectes amb Chick Corea i Pat Metheny entre d'altres. Amb aquests dos mes Dave Holland i Roy Hanes van fer un disc anomenat "Like Minds" que va tenir gran acceptació i èxit.